# Шипочаница
Шипочаница или Шипочница е река в България, Софийска област – община Самоков, десен приток на река Искър, влива се в язовир „Искър". Дължината ѝ е 28 km.
Река Шипочаница извира от местността „Църковното" на около 2 km северно от курорта Боровец. Тече на север в тясна, дълбока и залесена долина между планинските ридове Шипочан на запад и Шумнатица на изток. Влива се в най-южната част на язовир „Искър" на 810 m н.в. на 2 km северно от село Ново село.
Площта на водосборния басейн на реката е 120 km2, което представлява 1,5% от водосборния басейн на река Искър. В река Шипочаница отляво и отдясно се вливат няколко малки реки: леви – Мътното дере, Големо дере; десни – Рударско дере, Попов дол, Страничко дере, Язеня дере, Ружино дере, Ченгенедервент.
По течението на Шипочаница са разположени две села: Шипочане и Ново село.
На протежение от 6 km по долината на реката преминава третокласен път № 822 от Държавната пътна мрежа Самоков – Ново село – Ихтиман.
В горното течение водите на реката са изградени водохващания, използвани за водоснабдяване на съседните села.

## Топографска карта
- Лист от карта K-34-72. Мащаб: 1 : 100 000.
- Лист от карта K-34-60. Мащаб: 1 : 100 000.